# Michal Ramdas
Michal Ramdas is een Surinaams zangeres, componist en entertainer. Ze kende nummer 1-hits met Heldenverhalen en C.O.A.E.

## Biografie
Michal Ramdas is in September 1994 geboren in Paramaribo, Suriname.
Begin 2020 had ze haar doorbraak met de single Heldenverhalen die binnen enkele weken op nummer 1 belandde. Ook had ze een nummer 1-hit met het door haar zelf geschreven neo-soul/pop-nummer C.O.A.E., dat consequence of an equation betekent. Deze was al in oktober 2019 verschenen. In april 2021 verscheen haar single Old Sweet Melody. De lancering liet enige tijd op zich wachten vanwege de coronauitbraak.